# David Randall-MacIver
David Randall-MacIver, né britannique le 31 octobre 1873 à Londres, et mort le 30 avril 1945 à New York, est un archéologue et un anthropologue qui est devenu plus tard citoyen américain.

## Biographie
David, né le 31 octobre 1873 à Londres est le fils unique de John MacIver (mort en 1875), armateur, et de son épouse, Mary Eliza Rutherford. Son père est mort jeune et sa mère épousa plus tard Richard Randall, un avocat. Il a étudié à l'université d'Oxford et a commencé sa carrière par l'excavation en 1899-1901 d'Abydos en Égypte, dirigée par Sir Flinders Petrie. Après avoir mené des fouilles des ruines du Zimbabwe en Rhodésie du Sud (actuel Zimbabwe), il a écrit Medieval Rhodesia (1906), dans lequel il a soutenu que les ruines n'ont pas été construites par une ancienne civilisation blanche disparue comme on le croyait, mais étaient purement d'origine africaine et qu'elles étaient datées du XIVe siècle environ.